# Cerapachys
Cerapachys é um gênero de insetos, pertencente a família Formicidae.

## Espécies
- Cerapachys aberrans (Clark, 1934)
- Cerapachys adamus Forel, 1910
- Cerapachys afer Forel, 1907
- Cerapachys aitkenii Forel, 1900
- Cerapachys alii Bharti & Akbar, 2013
- Cerapachys angustatus (Clark, 1924)
- Cerapachys anokha Bharti & Akbar, 2013
- Cerapachys antennatus Smith, 1857
- Cerapachys aranus Bolton, 1995
- Cerapachys arnoldi Forel, 1914
- Cerapachys augustae Wheeler, 1902
- Cerapachys bakeri (Wheeler & Chapman, 1925)
- Cerapachys besucheti Brown, 1975
- Cerapachys binodis Forel, 1910
- Cerapachys biroi Forel, 1907
- Cerapachys braunsi (Emery, 1902)
- Cerapachys braytoni (Weber, 1949)
- Cerapachys brevicollis (Clark, 1924)
- Cerapachys brevis (Clark, 1924)
- Cerapachys browni Bharti & Wachkoo, 2013
- Cerapachys bryanti Wheeler, 1919
- Cerapachys centurio Brown, 1975
- Cerapachys clarki (Crawley, 1922)
- Cerapachys coecus (Mayr, 1897)
- Cerapachys cohici (Wilson, 1957)
- Cerapachys collingwoodi Sharaf, 2007
- Cerapachys conservatus Viehmeyer, 1913
- Cerapachys constrictus (Clark, 1924)
- Cerapachys costatus Bharti & Wachkoo, 2013
- Cerapachys coxalis (Arnold, 1926)
- Cerapachys crassus (Clark, 1941)
- Cerapachys crawleyi Wheeler, 1924
- Cerapachys cribrinodis (Emery, 1899)
- Cerapachys cryptus Mann, 1921
- Cerapachys daikoku Terayama, 1996
- Cerapachys decorsei (Santschi, 1912)
- Cerapachys desertorum Dlussky, 1990
- Cerapachys desposyne Wilson, 1959
- Cerapachys dohertyi Emery, 1902
- Cerapachys dominulus Wilson, 1959
- Cerapachys doryloides Borowiec, 2009
- Cerapachys dumbletoni (Wilson, 1957)
- Cerapachys edentatus (Forel, 1900)
- Cerapachys eguchii Borowiec, 2009
- Cerapachys elegans (Wheeler, 1918)
- Cerapachys faurei Arnold, 1949
- Cerapachys fervidus (Wheeler, 1918)
- Cerapachys ficosus (Wheeler, 1918)
- Cerapachys flammeus (Clark, 1930)
- Cerapachys flavaclavatus Donisthorpe, 1938
- Cerapachys foreli (Santschi, 1914)
- Cerapachys fossulatus Forel, 1895
- Cerapachys foveolatus Radchenko, 1993
- Cerapachys fragosus (Roger, 1862)
- Cerapachys fuscior Mann, 1921
- Cerapachys gilesi (Clark, 1924)
- Cerapachys grandis (Clark, 1934)
- Cerapachys greavesi (Clark, 1934)
- Cerapachys gwynethae (Clark, 1941)
- Cerapachys hashimotoi Terayama, 1996
- Cerapachys heros (Wheeler, 1918)
- Cerapachys hondurianus Mann, 1922
- Cerapachys humicola Ogata, 1983
- Cerapachys huode (Terayama, 2009)
- Cerapachys imerinensis (Forel, 1891)
- Cerapachys inconspicuus Emery, 1901
- Cerapachys incontentus Brown, 1975
- Cerapachys indicus Brown, 1975
- Cerapachys jacobsoni Forel, 1912
- Cerapachys jovis Forel, 1915
- Cerapachys kenyensis Consani, 1951
- Cerapachys keralensis Karmaly, 2012
- Cerapachys kodecorum Brown, 1975
- Cerapachys kraepelinii Forel, 1895
- Cerapachys krombeini (Donisthorpe, 1947)
- Cerapachys lamborni Crawley, 1923
- Cerapachys larvatus (Wheeler, 1918)
- Cerapachys latus Brown, 1975
- Cerapachys lindrothi Wilson, 1959
- Cerapachys lividus Brown, 1975
- Cerapachys longitarsus (Mayr, 1879)
- Cerapachys luteoviger Brown, 1975
- Cerapachys luzuriagae (Wheeler & Chapman, 1925)
- Cerapachys macrops (Clark, 1941)
- Cerapachys majusculus Mann, 1921
- Cerapachys manni Crawley, 1926
- Cerapachys marginatus Emery, 1897
- Cerapachys mayri Forel, 1892
- Cerapachys mjoebergi Forel, 1915
- Cerapachys muiri Wheeler & Chapman, 1925
- Cerapachys mullewanus (Wheeler, 1918)
- Cerapachys natalensis Forel, 1901
- Cerapachys nayana Bharti & Akbar, 2013
- Cerapachys neotropicus Weber, 1939
- Cerapachys niger (Santschi, 1914)
- Cerapachys nigriventris (Clark, 1924)
- Cerapachys nitens Donisthorpe, 1949
- Cerapachys nitidulus Brown, 1975
- Cerapachys nkomoensis (Forel, 1916)
- Cerapachys noctambulus (Santschi, 1910)
- Cerapachys opacus Emery, 1901
- Cerapachys papuanus (Emery, 1897)
- Cerapachys paradoxus Borowiec, 2009
- Cerapachys parva (Forel, 1900)
- Cerapachys pawa Mann, 1919
- Cerapachys peringueyi (Emery, 1886)
- Cerapachys picipes (Clark, 1924)
- Cerapachys pictus (Clark, 1934)
- Cerapachys piliventris (Clark, 1941)
- Cerapachys piochardi ([no authors], 1882)
- Cerapachys polynikes Wilson, 1959
- Cerapachys potteri (Clark, 1941)
- Cerapachys princeps (Clark, 1934)
- Cerapachys pruinosus Brown, 1975
- Cerapachys pubescens (Emery, 1902)
- Cerapachys punctatissimus (Clark, 1924)
- Cerapachys pusillus (Emery, 1897)
- Cerapachys reticulatus Emery, 1923
- Cerapachys ruficornis (Clark, 1924)
- Cerapachys rufithorax Wheeler & Chapman, 1925
- Cerapachys rugulinodis (Wheeler, 1918)
- Cerapachys salimani Karavaiev, 1925
- Cerapachys sauteri Forel, 1913
- Cerapachys schoedli Bharti & Akbar, 2013
- Cerapachys sculpturatus Mann, 1921
- Cerapachys seema Bharti & Akbar, 2013
- Cerapachys senescens (Wheeler, 1918)
- Cerapachys sexspinus (Xu, 2000)
- Cerapachys similis (Santschi, 1930)
- Cerapachys simmonsae (Clark, 1924)
- Cerapachys singaporensis (Viehmeyer, 1916)
- Cerapachys singularis Forel, 1900
- Cerapachys sjostedti Forel, 1915
- Cerapachys splendens Borgmeier, 1957
- Cerapachys sudanensis Weber, 1942
- Cerapachys sulcinodis Emery, 1889
- Cerapachys superatus Wilson, 1959
- Cerapachys suscitatus (Viehmeyer, 1913)
- Cerapachys sylvicola Arnold, 1955
- Cerapachys terricola Mann, 1919
- Cerapachys toltecus Forel, 1909
- Cerapachys turneri Forel, 1902
- Cerapachys typhlus (Roger, 1861)
- Cerapachys validus Arnold, 1960
- Cerapachys varians (Clark, 1924)
- Cerapachys versicolor (Donisthorpe, 1948)
- Cerapachys vespula (Weber, 1949)
- Cerapachys villiersi Bernard, 1953
- Cerapachys vitiensis Mann, 1921
- Cerapachys wighti Bharti & Akbar, 2013
- Cerapachys wittmeri Collingwood, 1985
- Cerapachys wroughtoni Forel, 1910
- Cerapachys xizangensis Tang & Li, 1982
- Cerapachys zimmermani Wilson, 1959